# Bouzonville-aux-Bois
 Bouzonville-aux-Bois  es una población y comuna francesa, situada en la región de Centro, departamento de Loiret, en el distrito de Pithiviers y cantón de Pithiviers.

## Demografía
| 212 | 215 | 214 | 273 | 306 | 344 |
| Para los censos de 1962 a 1999 la población legal corresponde a la población sin duplicidades (Fuente: INSEE [Consultar]) |     |     |     |     |     |